# Lashly-Gletscher
Der Lashly-Gletscher ist ein kurzer und breiter Gletscher im ostantarktischen Viktorialand. Er fließt zwischen den westlich gelegenen Lashly Mountains sowie dem Tabular Mountain und Mount Feather im Osten in südlicher Richtung zum oberen Abschnitt des Skelton-Gletscher, den er über The Portal, dem Gebirgsdurchbruch zwischen den Lashly Mountains und dem Portal Mountain, erreicht.
Teilnehmer der neuseeländischen Mannschaft bei der Commonwealth Trans-Antarctic Expedition (1955–1958) benannten ihn aufgrund seiner geographischen Nähe zu den gleichnamigen Bergen nach dem britischen Polarforscher William Lashly (1867–1940), Teilnehmer der Discovery-Expedition (1901–1904) und der Terra-Nova-Expedition (1910–1913).